# DAS (materiale)

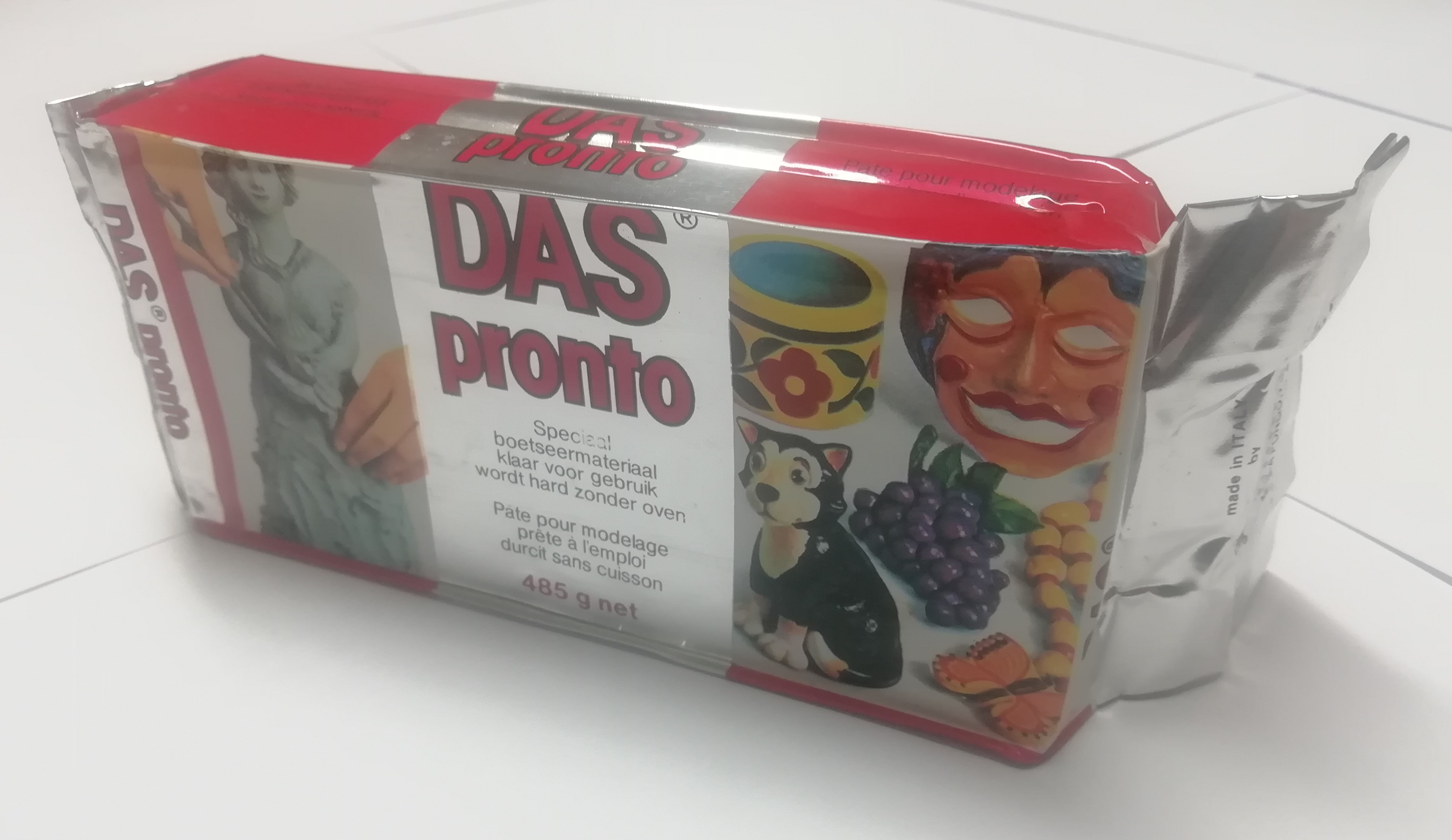
Una confezione del classico DAS color grigio, prodotta dall'Adica Pongo, nel formato usato tra il 1978 e la seconda metà degli anni '80

DAS o DAS pronto è il nome commerciale di una pasta sintetica per modellare a base minerale, molto simile nelle sue proprietà alla creta ma che, a differenza di questa, non ha bisogno di essere cotta in forno per indurirsi, ma si indurisce all'aria. È attualmente prodotta dalla FILA.

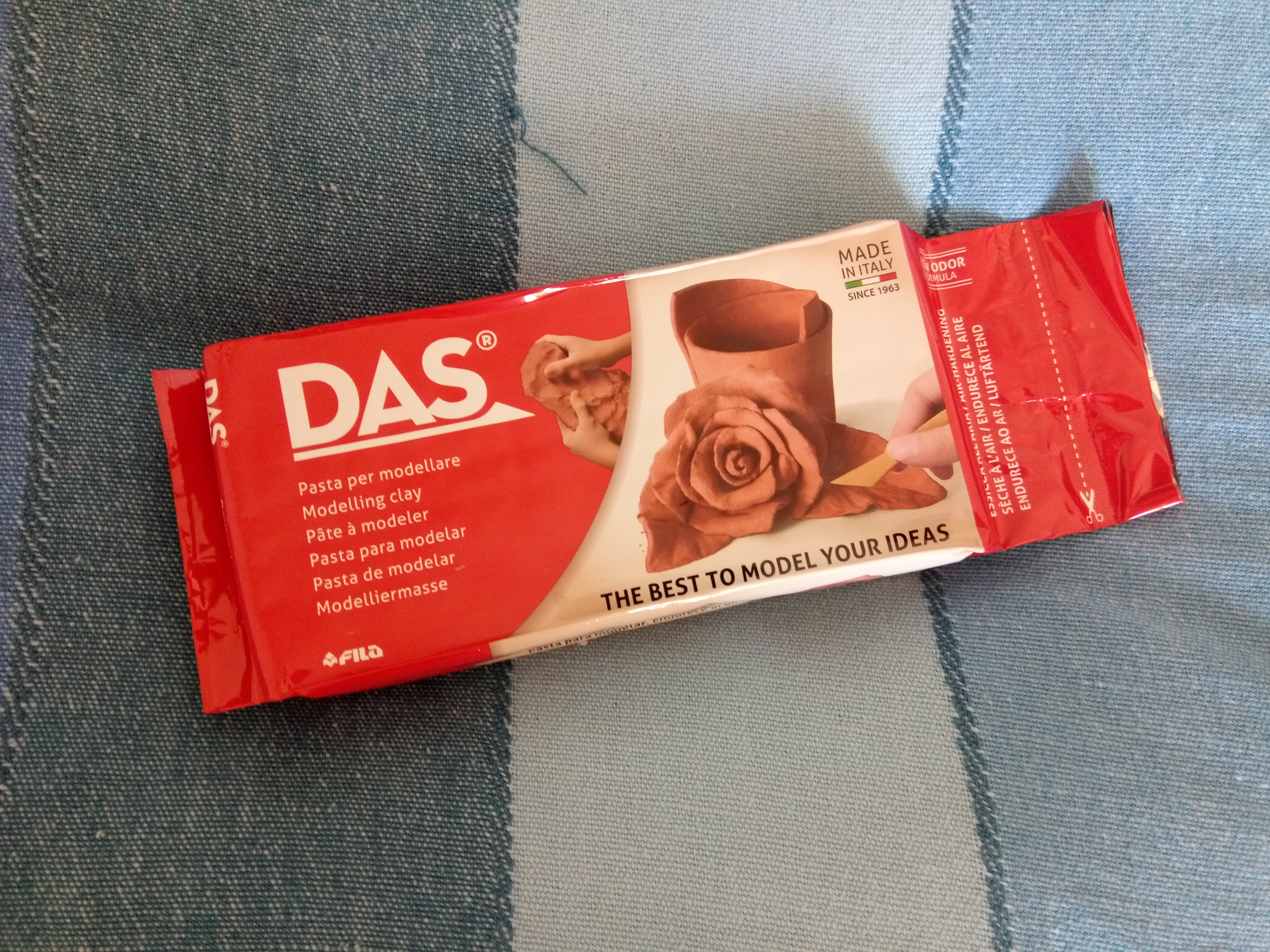
Una confezione di DAS color terracotta. Gli altri colori disponibili sono il bianco, la pietra e il legno.

## Storia
Il marchio DAS è un acronimo del nome del suo inventore, Dario Sala, che la brevettò nel 1962. Anche se adesso il DAS è onnipresente ed ampiamente utilizzato nelle scuole, Dario Sala non si arricchì con il suo brevetto, che cedette presto e per un prezzo molto contenuto alla Adica Pongo di Lastra a Signa, chiusa nel 1993.
Il DAS fu inizialmente prodotto solo in colore grigio, successivamente furono aggiunte una versione bianca, una color terracotta e una "effetto pietra", tuttora disponibili in commercio a differenza di quella originaria. Altri due prodotti Adica Pongo e FILA con cui il DAS è spesso associato sono la plastilina, Pongo e la pasta per modellare Didò.
Uno studio pubblicato nel 2015 dallo Scandinavian Journal of Work Environment and Health che riguarda la pasta prodotta in Italia dalla Adica Pongo tra il 1963 e il 1975, ha rilevato che nella stessa erano presenti fibre di amianto non più presenti nella ricetta odierna.